# Tappeh Sangar
Tappeh Sangar (persiska: تَپِّه سَنگَر, تِپِّه سَنگَر) är en kulle i Iran.   Den ligger i provinsen Markazi, i den centrala delen av landet, 200 km söder om huvudstaden Teheran. Toppen på Tappeh Sangar är 1 536 meter över havet.
Terrängen runt Tappeh Sangar är huvudsakligen kuperad, men norrut är den platt.Runt Tappeh Sangar är det ganska glesbefolkat, med 25 invånare per kvadratkilometer. Närmaste större samhälle är Delījān, 18,4 km sydost om Tappeh Sangar. Trakten runt Tappeh Sangar består i huvudsak av gräsmarker.